# 横江公美
横江 公美（よこえ くみ、1965年4月16日 - ）は、日本の国際政治学者、政策アナリスト、東洋大学教授。

## 来歴
名古屋市生まれ。愛知県立中村高等学校、明治大学経営学部卒業後、1994年松下政経塾15期生となる。1995年にプリンストン大学で、1996年にジョージ・ワシントン大学で、それぞれで客員研究員を務める。日立製作所とVote.comの合弁企業VOTEジャパンで、2001年から取締役社長に就くも、voteジャパンは2003年10月20日にサービスを終えて清算された。
2004年に太平洋評議会 (Pacific21) の代表として政策、広報、企業研修コンサルティングなどを開始し、政策アナリストとして活動する。明治大学で兼任講師を務め、2008年に千葉商科大学大学院政策研究科博士課程を修了し、同級生に碓井広義がいる。2011年7月から2014年6月までヘリテージ財団でシニア客員フェロー (Senior Visiting Fellow) を務める。アジア人初の上級研究員だった。Commentary活動は2011年12月から2013年9月の2年半で終えた。2016年から東洋大学グローバル・イノベーション学科研究センターで客員研究員を務め、2017年4月から国際学部グローバル・イノベーション学科教授を務める。

## 著書

### 単著
- 『Eポリティックス』文春新書　2001年 ISBN 978-4-16-660195-0
- 『第五の権力アメリカのシンクタンク』文春新書　2004年 ISBN 978-4-16-660397-8
- 『判断力はどうすれば身につくのか アメリカの有権者教育レポート』PHP新書　2004年 ISBN 978-4-569-63920-8
- 『パブリック・ディプロマシー 「世論の時代」の外交戦略』金子将史,北野充編著 小川忠,マイケル・ユー,井出敬二共著 PHP研究所 2007年 ISBN 978-4-569-69466-5
- 『アメリカのシンクタンク 第五の権力の実相』ミネルヴァ書房 2008年 ISBN 978-4-623-05132-8
- 『キャリアウーマン・ルールズ 仕事にフェロモン戦略は有効か?』ベストセラーズ 2008年 ISBN 978-4-584-13045-2
- 『日本にオバマは生まれるか』PHP新書 2009年 ISBN 978-4-569-70787-7
- 『話は5行でまとめなさい 書く・話す・要約するすべてに使える必勝のストラクチャー』ビジネス社 2009年 ISBN 9784828415314
- 『崩壊するアメリカ トランプ大統領で世界は発狂する!?』ビジネス社 2016年 ISBN 978-4-8284-1875-9

### 共著
- 『パブリック・ディプロマシー 「世論の時代」の外交戦略』金子将史,北野充編著 小川忠,マイケル・ユー,井出敬二共著 PHP研究所 2007年 ISBN 978-4-569-81852-8

### 翻訳
- モーリー・ウィノグラッド, マイケル・D.ハイス『アメリカを変えたM(ミレニアル)世代 SNS・YouTube・政治再編』監訳 岩波書店 2011年 ISBN 978-4-00-022056-9

## 出演番組

### テレビ
- 朝まで生テレビ!（テレビ朝日） - 1994年8月26日※松下政経塾時代、2003年9月27日
- 日曜討論（NHK総合）
- 視点・論点（NHK総合）
- 国際報道（NHK BS1）
- ニュース シブ5時（NHK総合）
- 直撃LIVE グッディ!（フジテレビ）
- ひるおび!（TBSテレビ）
- サンデーモーニング（TBSテレビ）

## 論文
- <横江公美